# Circuit Het Nieuwsblad féminin 2010
Pour la course masculine, voir Circuit Het Nieuwsblad 2010.
La 5e édition du Circuit Het Nieuwsblad féminin a eu lieu le 27 février 2010. La course fait partie du calendrier international féminin UCI 2010 en catégorie 1.2. C'est également la première épreuve internationale disputée en Europe pour les féminines et est considérée comme le début de la saison des classiques.

## Classements

### Classement final
| \| Classement général \| Classement général \| Classement général \| Classement général \| Classement général \| \| Coureur \| Coureur \| Pays \| Équipe \| Temps \| \| ------------------ \| ------------------ \| ------------------ \| -------------------- \| ------------------ \| \| 1re \| Emma Johansson \| Suède \| Red Sun Cycling Team \| 3 h 26 min 15 s \| \| 2e \| Liesbet De Vocht \| Belgique \| Nederland Bloeit \| + 0 s \| \| 3e \| Grace Verbeke \| Belgique \| Lotto Ladies \| + 0 s \| \| 4e \| Regina Bruins \| Pays-Bas \| Cervélo TestTeam \| + 6 s \| \| 5e \| Sarah Düster \| Allemagne \| Cervélo TestTeam \| + 1 min 48 s \| \| 6e \| Martine Bras \| Pays-Bas \| Pays-Bas \| + 2 min 45 s \| \| 7e \| Mirjam Melchers \| Pays-Bas \| Cervélo TestTeam \| + 2 min 45 s \| \| 8e \| Loes Gunnewijk \| Pays-Bas \| Nederland Bloeit \| + 2 min 52 s \| \| 9e \| Sophie Creux \| France \| ESGL 93-GSD Gestion \| + 2 min 54 s \| \| 10e \| Iris Slappendel \| Pays-Bas \| Cervélo TestTeam \| + 2 min 54 s \| |                  |           |                      |                 |
| |                  |           |                      |                 |
| Sources : Cycling Archives Cycling Quotient |                  |           |                      |                 |
| Classement général |                  |           |                      |                 |
| Coureur | Coureur          | Pays      | Équipe               | Temps           |
| 1re | Emma Johansson   | Suède     | Red Sun Cycling Team | 3 h 26 min 15 s |
| 2e | Liesbet De Vocht | Belgique  | Nederland Bloeit     | + 0 s           |
| 3e | Grace Verbeke    | Belgique  | Lotto Ladies         | + 0 s           |
| 4e | Regina Bruins    | Pays-Bas  | Cervélo TestTeam     | + 6 s           |
| 5e | Sarah Düster     | Allemagne | Cervélo TestTeam     | + 1 min 48 s    |
| 6e | Martine Bras     | Pays-Bas  | Pays-Bas             | + 2 min 45 s    |
| 7e | Mirjam Melchers  | Pays-Bas  | Cervélo TestTeam     | + 2 min 45 s    |
| 8e | Loes Gunnewijk   | Pays-Bas  | Nederland Bloeit     | + 2 min 52 s    |
| 9e | Sophie Creux     | France    | ESGL 93-GSD Gestion  | + 2 min 54 s    |
| 10e | Iris Slappendel  | Pays-Bas  | Cervélo TestTeam     | + 2 min 54 s    |

### Barème des points UCI
| Position           | 1er | 2e | 3e | 4e | 5e | 6e | 7e | 8e |
| Classement général | 40  | 30 | 16 | 12 | 10 | 8  | 6  | 3  |